# Галатасарай (остров)
О́стров Галатасара́й (тур. Galatasaray Adası) — небольшой остров в проливе Босфор в Стамбуле, Турция, принадлежащий спортивному обществу Галатасарай.
Остров расположен к северу от Босфорского моста, в 165 метрах от побережья района Куручешме (европейская часть Стамбула), что делает его легко доступным с помощью паромов. Расположение острова делает его привлекательным местом для жилых домов, баров, ресторанов. Также на острове имеется 2 плавательных бассейна.

## История

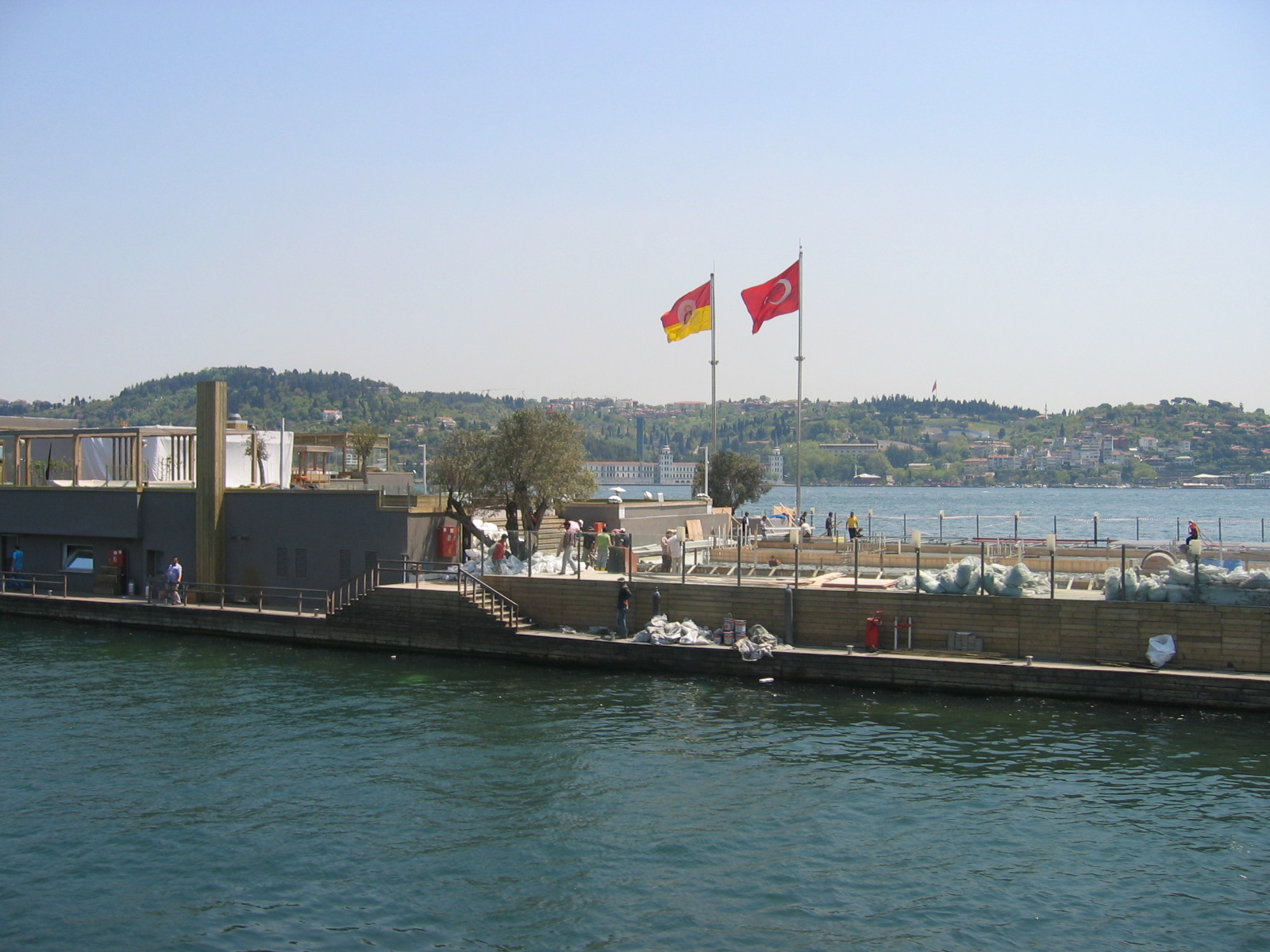
Набережная острова Галатасарай

В 1872 году османский султан Абдул-Азиз (правивший в 1861—1876 годах) подарил остров придворному архитектору Саркису Бальяну, который построил трёхэтажный дом на нём для собственного проживания. В 1874 году, в течение своих нескольких визитов в Стамбул, русский художник Иван Айвазовский останавливался в усадьбе Саркиса на острове, и написал здесь несколько картин, подаренных им султану для дворца Долмабахче.
В это время остров называли «Остров Саркис-бея». Саркис жил на острове вплоть до своей смерти в 1899 году. После Первой мировой войны его законный наследник сдал остров в аренду компании «Şirket-i Hayriye Ferry Enterprise», которая занималась пассажирскими паромами в Стамбуле. В это время остров стал известен как «Уголок рая». Долгое время остров использовался как склад угля.
В 1957 году спортивный клуб Галатасарай выкупил остров и начал его использовать для своих помещений и спортивных построек. Плавательный бассейн на острове использовала команда водного поло для тренировок с 1957 по 1958 годов.
Осенью 2002 года остров начали благоустраивать. С июля 2007 года, после окончания строительства, остров становится местом отдыха и развлечений для членов клуба Галатасарай и стамбульцев.
4 октября 2007 года пожар на кухне в одном из заведений уничтожил два ресторана и повредил 4 других помещения на острове.